# Capitolio del estado de Míchigan
El Capitolio del estado de Míchigan (en inglés Michigan State Capitol) es el edificio que alberga el poder judicial y ejecutivo del gobierno del estado estadounidense de Míchigan. Se encuentra en la capital estatal de Lansing, en el condado de Ingham. La estructura actual, en la intersección de la avenida Capitol y la avenida Míchigan, está declarado Hito Histórico Nacional y actualmente aloja las cámaras y oficinas del legislativo de Míchigan así como las oficinas ceremoniales del gobernador de Míchigan y del teniente gobernador. Históricamente, es el tercer edificio que ha alojado al gobierno estatal de Míchigan.
El primer capitolio estatal estuvo localizado en Detroit, la capital original de Míchigan, y fue trasladada a Lansing en 1847 debido a la necesidad de desarrollar la región occidentales del estado y para la defensa fácil de tropas británicas colocadas en Windsor, Ontario. El actual edificio del capitolio, precedido por una estructura temporal de madera, fue destinado a dicha función en enero de 1879 y está diseñado a estilo neoclásico. El capitolio volvió a su uso en 1992 tras un proyecto de restauración de tres años de duración.

## Historia

### Primer capitolio estatal

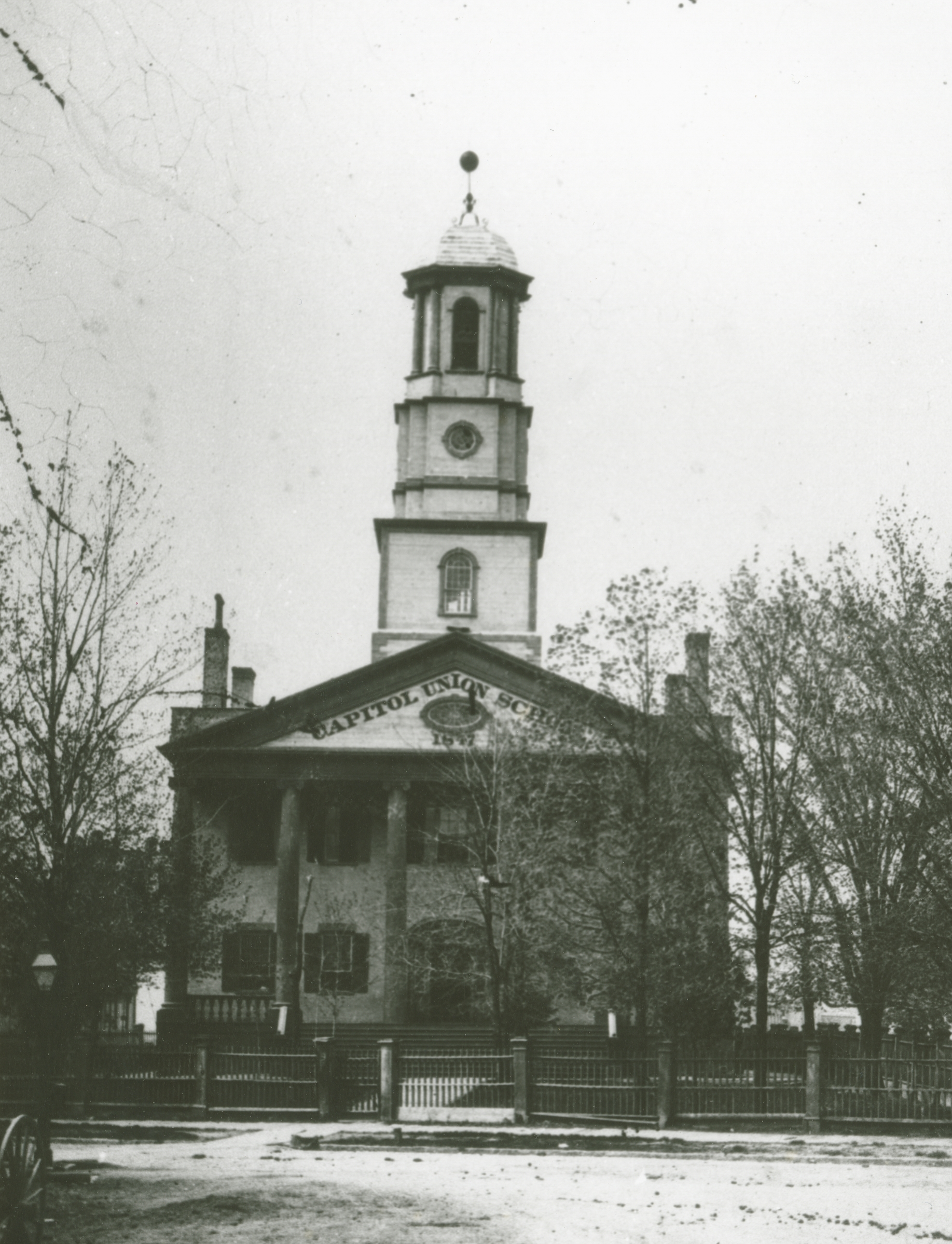
El edificio original del Capitolio, en el actual Capitol Park de Detroit, hacia 1847.

El 13 de julio de 1787, el Segundo Congreso Continental aprobó la Ordenanza Noroeste, creando el Territorio del Noroeste que incluía Míchigan, y en 1805, el Congreso de los Estados Unidos creó el Territorio de Míchigan. Míchigan empezó a solicitar su conversión en estado desde épocas tan tempranas como 1832, aunque fue rechazado debido a una disputa con Ohio por la franja de Toledo, un área de 1210 km² que incluía la importante ciudad portuaria de Toledo. Para 1835, Míchigan había formado un gobierno estatal sin recibir la autorización del Congreso para hacerlo. Los límites del estado incluían a la franja de Toledo.
El conflicto culminó en la que se conoce como Guerra de Toledo, en la que las milicias de Míchigan y Ohio ocuparon la franja mediante las armas. Como condición para la entrada en la Unión, Míchigan se vio obligado a aceptar las tres cuartas partes occidentales de la Península Superior y, a cambio, a ceder en su reclamación de la franja de Toledo. Después de que una primera convención estatal rechazara dicha condición, una segunda convención, reunida bajo cierta coacción en diciembre de 1836, aceptó de mala gana las condiciones convirtiéndose Míchigan en el vigésimo sexto estado de Estados Unidos el 26 de enero de 1837, con Detroit como su primera capital.
El primer edificio que alojó al Capitolio del Estado fue construido en 1832 para servir como «palacio de justicia territorial». Esta estructura de ladrillo fue uno de los primeros edificios de Míchigan de estilo renacentista griego, con un pórtico de columnas jónicas y una torre central de 42 m. Con un coste de construcción de 24 500 dólares, el edificio albergó el gobierno territorial y las legislaturas estatales hasta 1848, cuando un edificio de madera erigido apresuradamente fue construido en Lansing, a raíz de una decisión tomada el 17 de marzo de 1847 para trasladar la capital desde Detroit a Lansing. El edificio se convirtió entonces en una escuela pública (Escuela de la Unión, que en un periodo de la historia de Detroit fue la única escuela de secundaria) y una biblioteca, hasta que se incendió en 1893.

### Segundo capitolio estatal

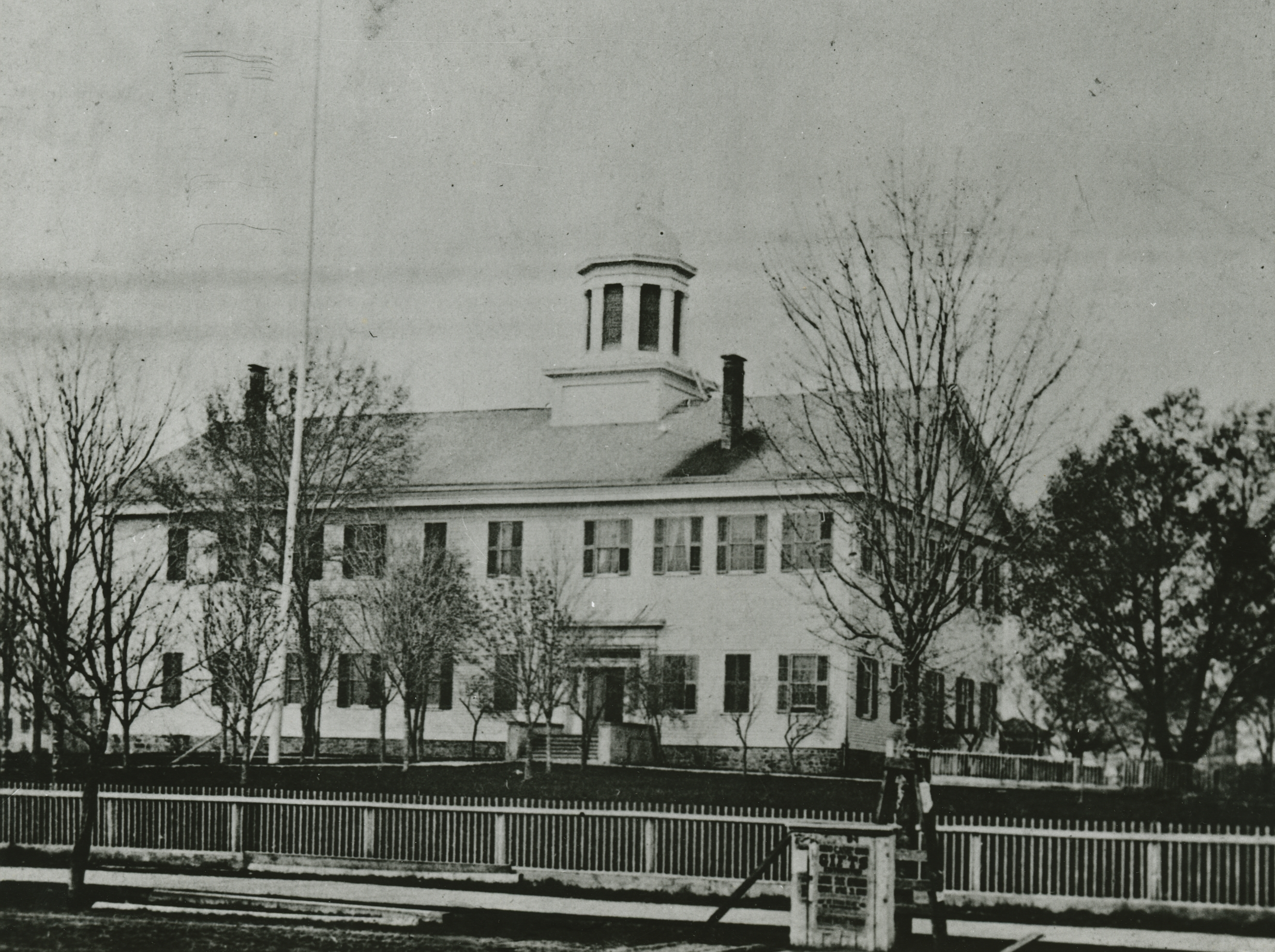
La estructura original de Lansing, antes de 1882.

La Constitución de Míchigan de 1835 establece que:

La sede de gobierno de este estado estará en Detroit, o en cualquier otro lugar o lugares que puedan ser prescritos por la ley hasta el año mil ochocientos cuarenta y siete, fecha en que estará permanentemente ubicada por la asamblea legislativa.

Antes de 1847, Detroit luchó para mantener la capital dentro de su jurisdicción, pero las comunidades de la creciente parte occidental del estado tenían muchos motivos para moverse hacia el interior, incluyendo la necesidad de aumentar la defensa alejando al gobierno estatal de la frontera canadiense. Detroit había sido ocupada durante la Guerra de 1812, y la zona fronteriza de Míchigan de menos de una milla entre Detroit y Windsor, en el río Detroit siguió siendo ocupada por las tropas británicas en ambas orillas. Los partidarios del traslado de la capital también trataban de promover el asentamiento y la economía en el interior del país, así como hacer al gran gobierno más accesible a las personas de todo el estado.
Las ciudades aspirantes que buscaban su designación como nueva capital incluían Ann Arbor, Jackson y Grand Rapids. En un punto durante el debate, los funcionarios de Marshall estaban tan seguros de su selección que construyeron una mansión para el gobernador. Tras un extenso debate, el senador estatal Joseph H. Kilbourne del Condado de Ingham propuso que el casi deshabitado municipio de Lansing fuese la sede del gobierno. El legislativo estuvo de acuerdo por su situación al norte de Ann Arbor, al oeste de Detroit y al este de Grand Rapids. El legislativo renombró el municipio con el nombre de Pueblo de Míchigan, aunque en 1848 fue restaurado el nombre original de Lansing.
La construcción del capitolio inició en 1847 en Lansing, una estructura temporal en el bloque bordeado por las avenidas Washington y Capitol. Se trataba de una estructura sencilla de madera pintada de blanco con contraventanas verdes y una linterna de estaño. El costo total de la construcción fue 22 952,01 dólares. El edificio fue vendido cuando el edificio del capitolio permanente fue abierto en 1879. Entonces se usó como una fábrica hasta que, como el primer capitolio, fue destruido por un incendio en 1882.

### Tercer capitolio estatal

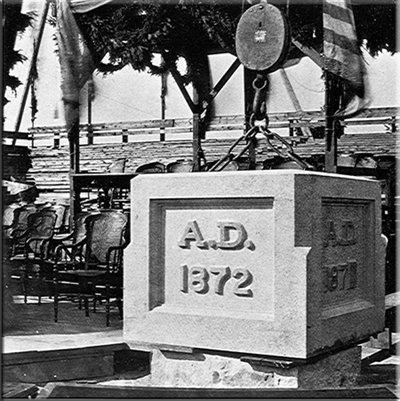
La piedra angular del actual capitolio estatal siendo colocada en su lugar.

A principios de los años 1870, el gobernador Henry P. Baldwin instó al legislativo a financiar un nuevo capitolio permanente. El 31 de marzo de 1871 se aprobó un proyecto de ley «para la construcción de un nuevo capitolio y un edificio para el uso temporal de los funcionarios del estado». El nuevo capitolio costó 1,2 millones de dólares, aumentando debido a los impuestos sobre la renta estatales de seis años.
En 1872, el arquitecto Elijah E. Myers de Springfield (Illinois) fue seleccionado para diseñar el nuevo edificio del Capitolio escogiéndose su diseño llamado Tuebor, que significa Yo defenderé. Myers utilizó el diseño de la cúpula central y el ala del Capitolio de los Estados Unidos en su diseño y, posteriormente, pasó a diseñar los capitolios de Colorado y Texas, así como el primer capitolio territorial de Idaho, más que cualquier otro arquitecto. La primera piedra fue colocada el 2 de octubre de 1873, con la asistencia de cerca de 7000 residentes de Lansing y entre 30 000 y 50 000 visitantes. La construcción y el acabado de los trabajos concluyeron a finales de 1878. El nuevo capitolio, con 139 habitaciones, fue consagrado el 1 de enero de 1879, al mismo tiempo que la toma de posesión del gobernador Charles Croswell.
El edificio del capitolio de Lansing inspiró una tendencia nacional tras la guerra civil estadounidense de edificios ignífugos lo suficientemente grandes como para albergar ampliaciones del gobierno así como para servir de arsenal permanente de artefactos de guerra. (incluidas las banderas de guerra que posteriormente se trasladaron en 1990 al Museo Histórico de Míchigan). A través de los años, la cúpula, que al principio había sido del mismo marrón que el resto del edificio, fue repintada de un blanco brillante. El poder legislativo financió una extensa restauración histórica que comenzó en 1989 concluyendo en 1992. La restauración devolvió a la cúpula una tonalidad color hueso e hizo mejoras en el interior, asegurando el acceso a minusválidos así como restaurando muchos de los diseños interiores originales. El edificio del capitolio fue catalogado en el Registro Nacional de Lugares Históricos el 25 de enero de 1971 (Referencia NRHP #71000396), y fue designado como Hito Histórico Nacional el 5 de octubre de 1992.

## Arquitectura

### Edificio
El Capitolio Estatal de Míchigan tiene una altura de 81,3 m, medida desde el suelo hasta el extremo superior de la aguja de la cúpula. El edificio mide 128,07 m de largo y 83,48 m de ancho aproximadamente. Posee una superficie de 4.700 m² con un perímetro de 463,3 m. La estructura está formada por cuatro plantas, situándose la entrada en su planta baja. Dos grandes escaleras situadas en los corredores norte y sur llevan hasta la planta superior.
En un momento dado, el capitolio fue lo suficientemente grande como para acoger a todas las agencias y departamentos estatales. No obstante, debido al crecimiento del gobierno estatal, actualmente solo permanecen en el edificio las oficinas de los presidentes del Senado y la Cámara de Representantes, y las oficinas ceremoniales para el gobernador y vicegobernador. Las cámaras del exministro de la Suprema Corte son ahora utilizadas por la Comisión Presupuestaria del Senado. La Biblioteca y Centro Histórico de Míchigan (que alberga a la biblioteca, museo y archivos estatales) se encuentra a dos manzanas al oeste del Capitolio. La Sala de Justicia se encuentra al otro lado de la avenida Capitol. Frente a la parte frontal del Capitolio se hallan dos edificios que albergan oficinas del legislativo.
Los pasillos de la planta baja llevan a «almacenes» diseñados por el arquitecto en los planes de construcción original, que incluyen una armería en la esquina suroeste del corredor sur. El piso de madera original fue reemplazado por baldosas de color gris, y las habitaciones, originalmente iluminadas con lámparas de gas, se iluminan ahora con luz eléctrica gracias a una remodelación realizada en 1900. Hoy en día la planta baja alberga varias oficinas diferentes, tales como la Secretaría del Senado, la Secretaría de la Cámara y el Servicio de Información.
Comenzando desde el primer piso y continuando hacia el tercero, el piso es de baldosas de mármol y piedra caliza provenientes de Vermont, a blanco y negro. Las perillas de las puertas están constituidas en su mayoría por una aleación de latón y bronce, pues la mayoría de las perillas originales, de bronce, fueron robadas. Las perillas y bisagras actuales, además de estar protegidas, tienen grabado el sello de Míchigan. Aunque el edificio parece tener madera de nogal, la madera es en realidad de pino blanco que ha sido veteada para dar la apariencia del nogal.

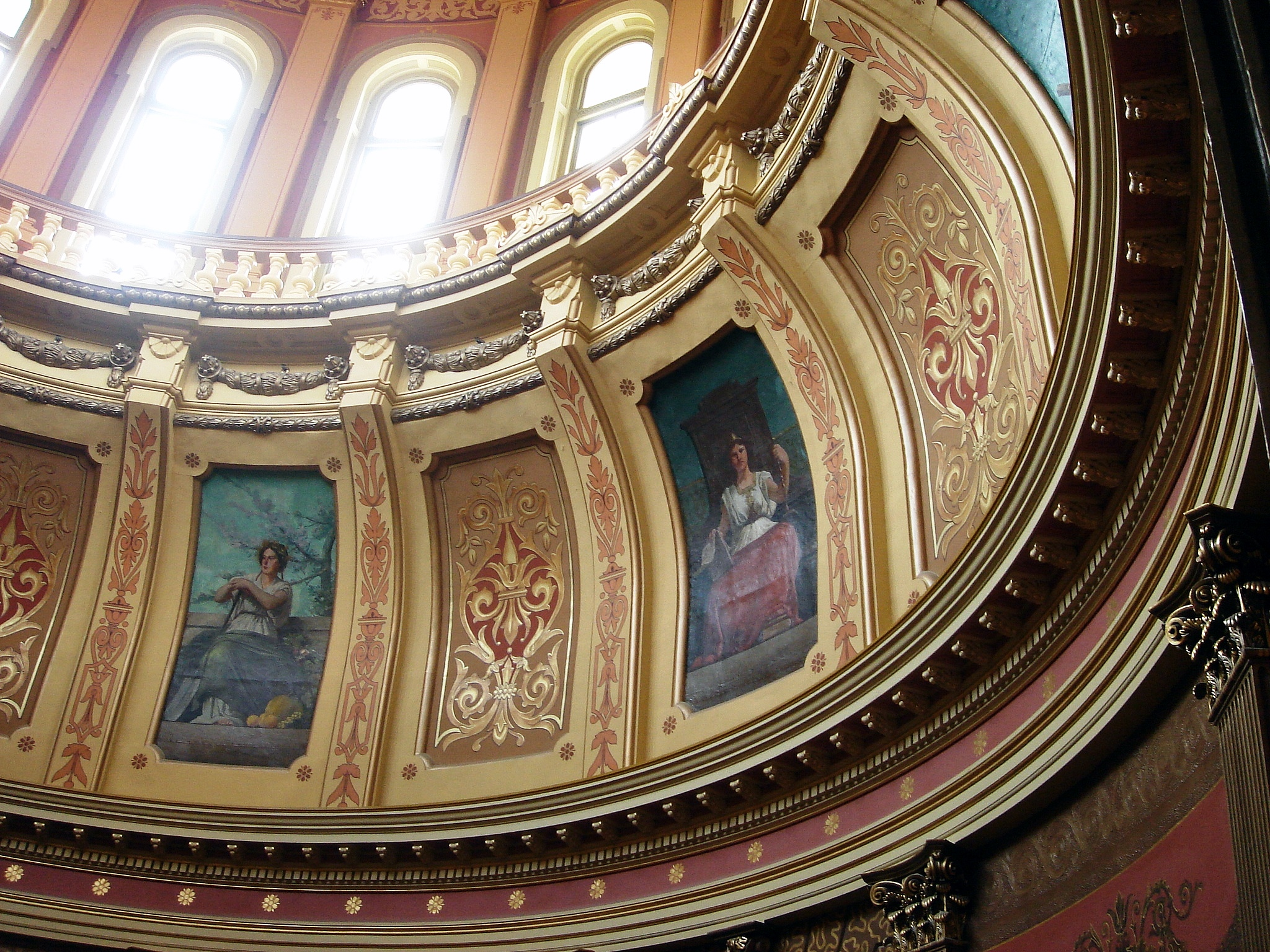
Musas.

El primer piso da a los visitantes una primera vista del interior de la rotonda. Bajo la cúpula de hierro fundido, el techo muestra ocho musas pintadas en 1886. Durante más de un siglo, el nombre del autor de estas musas permaneció en el anonimato; ahora se sabe que fueron realizadas por Tommaso Juglaris, que nunca fue a Míchigan, en su estudio en Boston. En la pared norte del primer piso hay un gran reloj, llamado reloj de larga caída, que alguna vez fue el reloj de referencia, y es tan antiguo como el capitolio mismo. El reloj fue restaurado en 1990 y ahora funciona correctamente.
El segundo piso, además de acoger las oficinas de la gobernación, incluye la Galería de los Gobernadores, con retratos de los exgobernadores de Míchigan; galería que se extiende hasta el tercer piso. Las oficinas del gobernador se encuentran entre las más ampliamente restauradas durante la restauración ocurrida entre 1989 y 1992. La oficina cuenta con un conjunto de mobiliario original fabricado en 1876 por la Feige Brothers Company con sede en Saginaw. Las antiguas cámaras de la Suprema Corte de Míchigan se encuentran en el extremo sur del edificio, que fueron desocupadas en 1970 para dar uso a cuartos más espaciosos. Actualmente opera en el Palacio de la Justicia de Míchigan.
El acceso del público a los órganos legislativos de Míchigan es a través del tercer piso. El edificio del capitolio tiene las cámaras y las oficinas de la legislatura estatal bicameral, compuesta por la Cámara de Representantes y el Senado. Las galerías públicas están a ambos extremos del tercer piso; el Senado, con 38 miembros, tiene sus cámaras en el lado sur del edificio, mientras que la Cámara de Representantes, de 110 miembros, las tiene en el ala norte. Por lo regular, las sesiones de esta última son llevadas a cabo los martes y miércoles a las 13:00 horas y los jueves a las 10:30 horas, mientras que las del Senado ocurren a las 10:00 horas los martes, miércoles y jueves. No obstante, ocasionalmente convocan los lunes y viernes. La MGTV (Michigan Government Television) se encarga de grabar las sesiones de ambas cámaras, y luego transmitirlas por cable. De manera similar a C-SPAN, MGTV ha realizado cobertura en vivo de los procedimientos legislativos del Estado desde el 15 de julio de 1996.
Pese a tener la misma forma básica de suelo, las salas de la Cámara y el Senado están decoradas de una forma muy diferente, con la primera en colores terracota y verdeazul, y la última en azul y dorado. Un cartucho ovalado en el tapete a la entrada de la Cámara muestra la flor estatal. Presidiendo sobre la Cámara está el orador, cuya silla se encuentra detrás de un escritorio en el centro, con un yeso una versión pintada del escudo de armas del estado. Las salas del Senado son un tanto más pequeñas. El presidente del Senado es el teniente gobernador, que preside desde un rostra de nogal al frente de las cámaras.
Ambas cámaras usan sistemas de votación computarizada, incluyendo pantallas en las paredes que permiten a los visitantes seguir la misma. Además, contienen azulejos de vidrio en el techo, que facilitan el paso de la luz natural a través de paneles de vidrio grabados al agua fuerte para mejorar la iluminación del lugar. Cada uno de ellos lleva el escudo de armas de cada estado.

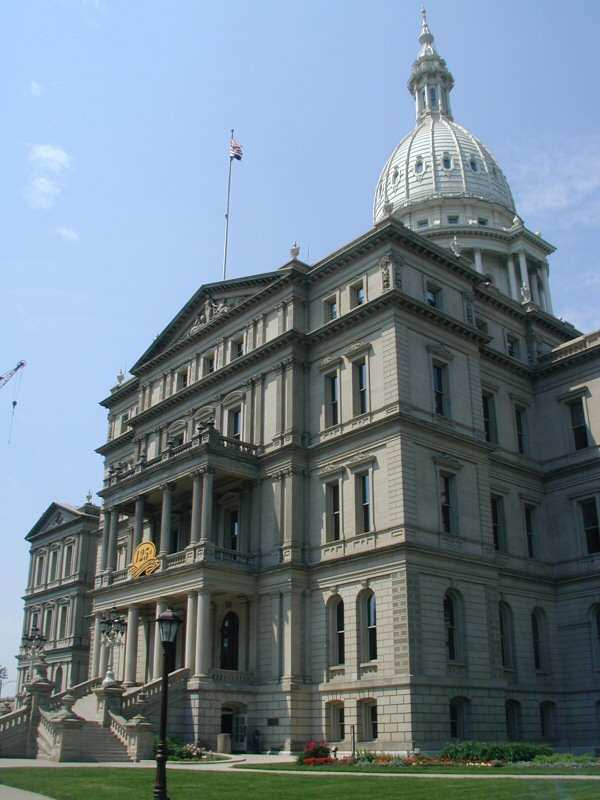
Capitolio del Estado de Míchigan.

### Terrenos
El frontón del capitolio, situado por encima de la entrada principal del edificio, lleva grabado The Rise and Progress of Michigan (El ascenso y progreso de Míchigan), y representa a una figura central, Michigan, vestida como una nativa americana, que ofrece un libro y una esfera a las gentes del estado, prometiendo un futuro brillante. Está rodeada además de símbolos de la economía de Míchigan, tales como un arado, un cuerno de la abundancia, y una corona de laurel que representan a la agricultura; así como los símbolos que representan el transporte marítimo, la minería y la explotación forestal.

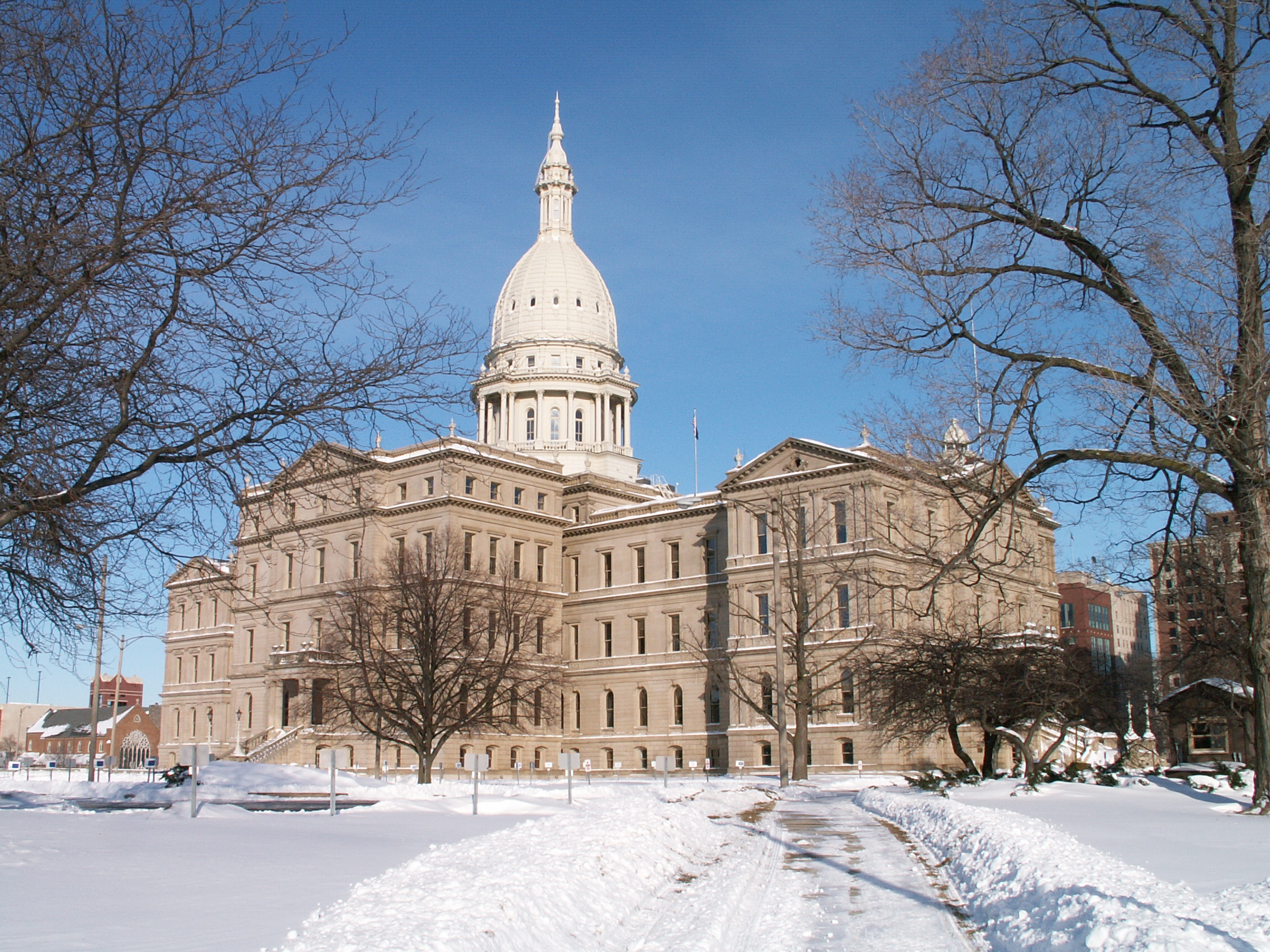
El capitolio en invierno.

La piedra angular, situada en la esquina noreste, es una gran piedra con fechas talladas: «1872», año en que se inició la construcción del capitolio; y «1878», año en que culminó. La piedra fue inaugurada durante las ceremonias del 15 de noviembre de 1978, el centenario de la terminación del edificio. Varios documentos adjuntos a la piedra se han visto perjudicados debido a la acción del clima, si bien varias monedas de la época lograron ser recuperadas. Fue cerrada y vuelta a cerrar con 38 nuevos elementos en su interior, los cuales representan la historia de Míchigan, su gente, y su estilo de vida. Existe otra piedra en los terrenos del capitolio, la piedra GAR, un monumento a los veteranos de la Guerra Civil que lucharon en favor de la Unión. Fue erigida en 1924.
Algunos árboles notables están plantados en los terrenos del capitolio, como un pino blanco, el árbol estatal de Míchigan, ubicado frente al edificio; el árbol Dr. Martin Luther King, Jr. fue plantado en memoria de Martin Luther King en 1984; y el árbol más viejo es una catalpa que estaba presente en el momento en el que el capitolio fue inaugurado en 1873, el cual, de acuerdo a la American Forestry Association, es el ejemplar vivo más grande de su género en los Estados Unidos. Existe además una picea azul llamada the Freedom Tree (el árbol de la libertad), plantada en 1973 como monumento a los desaparecidos en combate y prisioneros de guerra de la Guerra de Vietnam.